# Heinz Greiner
Heinz Greiner (12 de agosto de 1895 - 19 de noviembre de 1977) fue un general alemán en la Wehrmacht durante la II Guerra Mundial. Fue condecorado con la Cruz de Caballero de la Cruz de Hierro con Hojas de Roble de la Alemania Nazi.

## Carrera
Durante la Operación Barbarroja Greiner alcanzó mandos a nivel divisional. La división fue destruida en la Operación Bagration soviética en el verano de 1944, junto con gran parte del Grupo de Ejércitos Centro. Greiner fue transferido a Italia donde tomó el mando de la 362.ª División de Infantería. Las pérdidas en la división de Italia fueron tan grandes que dio lugar a la rima:
| Original                                                                                 | Traducción al español                                                                     |
| Die Division Greiner, wird immer kleiner, zum Schluss bleibt einer, und das ist Greiner. | La División Greiner, se está haciendo más pequeña, al final queda uno, y este es Greiner. |

## Condecoraciones
- Cruz de Hierro (1914) 2ª Clase (4 de diciembre de 1914) & 1ª Clase (25 de noviembre de 1918)[2]
- Broche de la Cruz de Hierro (1939) 2ª Clase (4 de octubre de 1939) & 1ª Clase (20 de octubre de 1939)[2]
- Cruz de Caballero de la Cruz de Hierro con Hojas de Roble
  - Cruz de Caballero el 22 de septiembre de 1941 como Coronel (Oberst ) y comandante del Regimiento de Granaderos 499.[3]
  - 572ª Hojas de Roble el 5 de septiembre de 1944 como Generalleutnant y comandante de la 362ª División de Infantería[4]